# Régiment des transmissions interarmées des Forces canadiennes
Le Régiment des transmissions interarmées des Forces canadiennes (RTIFC) est un régiment des Forces canadiennes basée à la Base des Forces canadiennes Kingston (BFC Kingston) située à Kingston en Ontario ayant pour rôle de fournir du support en matière de communications et d'information pour les commandants en déploiement. La devise du régiment est « Partout en tout temps ». Certaines tâches du régiment incluent la maintenance des réseaux de communications, fournir des capacités de soutien au niveau de l'information, offrir du support en transmissions pour l'Équipe d'intervention en cas de catastrophe (EICC) ainsi que de donner de l'instruction aux opérateurs et techniciens du Système national d'information, de commandement et contrôle.

## Annexe